# Jeff Lampkin
Jeff Lampkin est un boxeur américain né le 21 septembre 1961 à Youngstown, Ohio.

## Carrière
Il devient champion du monde des lourds-légers IBF le 22 mars 1990 en battant par KO à la 3e reprise Glenn McCrory. Lampkin laisse sa ceinture vacante après une victoire contre Siza Makathini pour boxer en poids lourds mais il ne parvient pas à s'imposer dans cette catégorie (s'inclinant notamment face à Herbie Hide au second round et Andrew Golota dès le premier round).